# Херманзаккер
Херманзаккер (нем. Herrmannsacker) — община в Германии, в земле Тюрингия. 
Входит в состав района Нордхаузен. Подчиняется управлению Хонштайн/Зюдхарц.  Население составляет 386 человек (на 31 декабря 2010 года). Занимает площадь 19,14 км².